# William Latimer, 2. Baron Latimer
William Latimer, 2. Baron Latimer (* um 1276; † 27. Februar 1327) war ein englischer Adliger, Militär und Verwalter.

## Herkunft und Aufstieg als Ritter im Dienst von EduardI.
William Latimer war der älteste Sohn seines gleichnamigen Vaters William Latimer, 1. Baron Latimer und dessen Frau Alice Ledet. Sein Vater war ein Adliger aus Yorkshire, der als Ritter des königlichen Haushalts lange Jahre im Dienst von Eduard I. gestanden hatte. Wie sein Vater diente auch der jüngere Latimer ab 1294 als Ritter im königlichen Haushalt. Während des Feldzugs zur Niederschlagung des walisischen Aufstands wurde er 1294 zum Ritter geschlagen. Zusammen mit seinem Vater diente er während des Kriegs mit Frankreich 1295 in der Gascogne und während des Schottischen Unabhängigkeitskriegs 1297 in Schottland. Anfang 1304 unternahm er zusammen mit John Seagrave und Robert de Clifford eine Chevauchée nach Lothian. Dabei schlugen sie im März 1304 eine schottische Truppe unter William Wallace und Simon Fraser. Nach dem Tod seines Vaters 1304 erbte Latimer dessen Ländereien, darunter neben den Gütern in Yorkshire auch Besitzungen in Kent, Bedfordshire und Surrey. Bereits im Februar 1299, also noch zu Lebzeiten seines Vaters, hatte er an einem Parlament teilgenommen. Bis 1326 wurde er als Baron Latimer regelmäßig zu den Parlamenten geladen. 1307 nahm er mit 23 Soldaten im Gefolge von Aymer de Valence an einem Feldzug nach Schottland teil.

## Ritter im Dienst von Eduard II.
Nach dem Tod von Eduard I. 1307 diente Latimer auch dessen Sohn und Nachfolger Eduard II. als Ritter des königlichen Haushalts. Als 1308 zahlreiche Barone gegen den König aufbegehrten, gehörte Latimer zu den wenigen Unterstützern des Königs. Dieser belohnte ihn im März 1308 mit der Verwaltung von Rockingham Castle und der Verwaltung der königlichen Forste zwischen Oxford und Stamford Bridge. Später im Jahr soll er im Auftrag des Königs eine kleine Streitmacht nach Nordengland geführt haben, die versuchte, Henry de Lacy, 3. Earl of Lincoln, den Führer der Adelsopposition gegen den König gefangen zu nehmen. Im Auftrag des Königs reiste Latimer 1309 ins Ausland, während er von November 1310 bis Juli 1311 zum Gefolge des Königs bei einem Feldzug nach Schottland gehörte. Dabei bezeugte er in Berwick zahlreiche Urkunden des Königs. Zwischen dem 24. Januar und dem 24. März 1312 gehörte er zum Gefolge des Königs in York, als der königliche Günstling Piers Gaveston entgegen dem Verbot der Ordinances aus seinem Exil zurückkehrte. Dies führte zu einer offenen Adelsrevolte, während der Gaveston von den Baronen verfolgt wurde. Der König hatte Latimer im Januar 1312 die Verwaltung von Scarborough Castle übertragen, das ihm Henry Percy jedoch nicht übergeben wollte. In diese Burg flüchtete sich Gaveston im April. Im Mai ergab er sich den Baronen, die die Burg belagerten, wurde dann aber später hingerichtet. Latimer gehörte zwischen September 1312 und März 1313 wieder zum Gefolge des Königs in Westminster und Windsor Castle, ehe er im Frühjahr 1313 im Auftrag des Königs erneut ins Ausland reiste. Im Sommer 1314 nahm er am Feldzug von Eduard II. nach Schottland teil. Dabei geriet er in der Schlacht von Bannockburn in schottische Gefangenschaft. Er wurde in Bothwell Castle gefangen gehalten, ehe er nach Zahlung eines Lösegelds vor Februar 1315 freigelassen wurde. Im April 1315 berief ihn der König zu einem Kriegsrat nach Doncaster. Im August befahl ihm der König, während des Winters in Nordengland zu bleiben. Im Mai 1319 nahm Latimer an dem Parlament in York teil, während dem der vergebliche Feldzug zur Rückeroberung von Berwick vorbereitet wurde. Dabei wechselte Latimer am 15. Mai in den Dienst von Thomas of Lancaster, dem Cousin des Königs und Führer der Adelsopposition gegen den König.

## Im Dienst des Earl of Lancaster, letzte Jahre und Tod
Nur der Earl of Lancaster, der reichste Magnat Englands, konnte seine Vasallen so großzügig belohnen, wie seine Vereinbarung mit Latimer belegt. Danach verpflichtete sich Latimer, Lancaster mit 40 Soldaten, darunter neben ihm ein Knight Banneret und zehn weiteren Rittern zu unterstützen. Im Gegenzug übergab ihm Lancaster das Gut von Sedgebrook in Lincolnshire zur lebenslangen Nutzung. Dazu erhielt er jährliche Einkünfte aus den Gütern von Raunds in Northamptonshire sowie Huntingdon und Godmanchester in Huntingdonshire. Im Kriegsfall sollte er von Lancaster £ 1000 erhalten, um seine Truppe für ein Jahr ins Feld führen zu können, dabei war ausdrücklich ausgenommen, dass Latimer gegen den König die Waffen erheben sollte. Dazu sollte er bei Bedarf für Lancaster als Ratgeber oder Richter dienen. Tatsächlich zahlte Lancaster 1319 Latimer £ 250 für seine Teilnahme an dem Feldzug nach Berwick. Dabei benötigte Latimer nur die Hälfte des Geldes zur Besoldung seiner Soldaten, so dass er aus dieser vierteljährlichen Zahlung einen Gewinn von über £ 128 hatte.
Im Sommer 1321 nahm Latimer an dem Treffen der oppositionellen Barone in Sherburn in Elmet teil, während dem Lancaster versuchte, ein Bündnis von nordenglischen Baronen, Marcher Lords und seinen eigenen Vasallen gegen den König und dessen Günstlinge, vor allem gegen Hugh le Despenser dem Älteren und seinem Sohn, dem jüngeren Despenser zu bilden. Gemäß ihrer Verpflichtung brauchte sich Latimer jedoch nicht an einem Kampf gegen den König zu beteiligen, so dass er, wie auch andere Vasallen Lancasters, nicht an der wenig später beginnenden offenen Rebellion Lancasters gegen Eduard II. teilnahm. Stattdessen stellte er im Februar 1322 im Auftrag des Königs ein Aufgebot in Yorkshire gegen das Heer von Lancaster auf. Latimer gehörte dann zu den Anführern des königlichen Heeres, dass Lancaster und den Earl of Hereford am 16. März 1322 in der Schlacht bei Boroughbridge entscheidend schlug. Lancaster geriet kurz nach der Schlacht in Gefangenschaft und wurde hingerichtet. Latimer wurde dagegen im Oktober 1322 vom König mit der Verwaltung von York belohnt. Im Frühjahr 1324 gehörte er noch einmal häufig zum Gefolge des Königs in Westminster. Letztmals wurde er am 11. April 1325 als Zeuge einer königlichen Urkunde in Beaulieu genannt. Nach seinem Tod wurde er in Guisborough in Yorkshire beigesetzt.

## Ehen und Nachkommen
Latimer hatte vor April 1295 Lucy Thwing, eine Tochter von Sir Robert Thwing aus Danby in Yorkshire geheiratet. Nach dem Tod ihres Vaters erbte seine Frau zusammen mit ihrer Schwester die Besitzungen ihres Vaters. Mit ihr hatte er mindestens einen Sohn, doch 1304 kam es zu einem Skandal. Latimer musste den Sheriff von York bitten, seine geflüchtete Frau zu ergreifen und zu seinem Wohnsitz Brunne in Yorkshire zurückzubringen. Lucy begann jedoch eine Affäre mit Nicholas Meynell von Whorlton Castle. Dies führte zu einem Konflikt mit Meynell. 1306 sagte Latimer vor einem Gericht in York aus, dass Meynell drei Männer beauftragt hatte, die versucht hätten, ihn umzubringen. Lucy wandte sich schließlich an Erzbischof Thomas of Corbridge von York und bat um Aufhebung der Ehe. Als Begründung gab sie zu enge Verwandtschaft mit Latimer, aber auch dessen Grausamkeit an. Die Ehe wurde schließlich vor dem 22. Juli 1312 aufgehoben, dabei war zuvor vereinbart, worden, dass Latimer aus dem Erbe von Robert Thwing die Güter von Danby und Bozeat zur lebenslangen Nutzung erhielt. Vor dem 18. August 1314 heiratete er ohne Erlaubnis des Königs Sibill († vor 1317). Sie war eine Tochter von Sir Richard de Forneaux und die Witwe von William of Huntingfield. Latimers Erbe wurde schließlich sein Sohn William Latimer (um 1301–1335) aus seiner Ehe mit Lucy Thwing.